# Wahlen in Haiti 1987
Die Wahlen in Haiti 1987 fanden am 29. November 1987 statt. Der zweite Wahlgang war für den 29. Dezember des Jahres vorgesehen. Nach der Verfassung Haitis von 1987 sollten der Präsident sowie die Mitglieder der Abgeordnetenkammer und des Senats gewählt werden. Die Wahlen wurden kurz nach Beginn wegen eines Massakers abgebrochen.

## Hintergrund
Am 7. Februar 1986 war der Diktator Jean-Claude Duvalier abgesetzt worden. Das bis dahin bestehende Einkammerparlament mit 59 Sitzen wurde aufgelöst. Am 21. März 1986 ernannte sich General Henri Namphy zum Präsidenten.
Am 19. Oktober 1986 wurde bei einer nur fünfprozentigen Beteiligung eine verfassunggebende Versammlung gewählt, die für 1987 eine Präsidialrepublik mit einer entsprechenden Verfassung vorbereiten sollte. Am 29. März 1987 wurde die neue Verfassung mit großer Mehrheit in einer Volksabstimmung angenommen.
Es wurde ein Abgeordnetenkammer mit 83 Mitgliedern, das alle vier Jahre gewählt wird, und ein Senat mit 27 Mitgliedern, die rotierend zu jeweils einem Drittel alle zwei Jahre für eine sechsjährige Amtszeit gewählt werden, installiert. Alle fünf Jahre sollte der Präsident direkt gewählt werden.

## Kandidaten
Unter den Kandidaten waren:
- Marc Bazin (vormals Finanzminister unter Duvalier), Mouvement Pour la l'Instauration de la Démocratie en Haïti (MIDH),
- Gérard Gourgue, Front National de Concertation (FNC),
- Louis Déjoie Jr., Parti Agricole et Industriel National (PAIN),
- Sylvio Claude, Parti Démocrate-Chrétien d’Haïti (PDCH),
- Hubert de Ronceray, Mobilisation pour le Developpement National (MDN),
- Leslie Manigat, Rassemblement des Démocrates Nationaux Progressistes (RDNP),
- Grégoire Eugene, Parti Social-Chrétien d’Haïti (PSCH),
- René Théodore, Parti Unifié Communiste d’Haïti (PUCH),
- Francois Latortue, Mouvement Democratique pour la Liberation d'Haiti (MODELH),
- Gerard Philippe Auguste und
- Rosny Desroche.

Zwei Kandidaten wurden vor den Wahlen ermordet: Louis Eugene Athis (Mouvement Démocratique pour la Libération d’Haïti) am 3. August und Yves Volel (Union chrétienne démocratique) am 13. Oktober. Am 2. November 1987 schloss der provisorische Wahlrat (CEP) 12 Präsidentschaftskandidaten wegen ihrer Unterstützung des früheren Duvalier-Regimes aus. Zu den abgelehnten Kandidaten gehörten Clovis Desinor (ehemaliger Finanzminister), Generalleutnant Claude Raymond (ehemaliger Generalstabschef), General Jean Baptiste Hilaire, Herve Boyer, Edouard Francisque und andere Armeeoffiziere und frühere Kabinettsmitglieder.

## Organisation und Verlauf
Nach Abschluss der Registrierungsverfahrens am 8. November 1987 waren durch den CEP mit Hilfe von 30.000 Freiwilligen 2.246.000 Wähler erfasst, was rund 73 Prozent der potenziellen Wählerschaft entsprach.
Die Wahlen wurden nur drei Stunden nach Öffnung der Wahllokale abgebrochen, nachdem Truppen unter der Führung des Mitglieds des Service d'Intelligence National, Oberstleutnant Jean-Claude Paul, am Wahltag 30 bis 300 Wähler massakriert hatten. Jimmy Carter schrieb später: „Bürger, die sich zur Wahl aufstellten, wurden von den Kugeln der Terroristen niedergemäht. Die Militärs, die die Morde entweder inszeniert oder gebilligt hatten, wollten die Wahl sabotieren, um die Kontrolle über die Regierung zu behalten“. Der Vorgang wurde als Ruelle Vaillant Massaker bekannt.
Am selben Tag wurden mehrere Medien angegriffen: Bei Radio Haiti-Inter detonierte eine Granate vor dem Gebäude, Radio Antilles International wurde mit Schüssen angegriffen und eine Gruppe von 16 Männern in Armeeuniformen zerstörte die Sendeanlagen von Radio Soleil.

## Folgen
Die Wahlen wurden im Januar 1988 erneut durchgeführt, dabei jedoch von der Mehrzahl der politischen Kräfte boykottiert.